# Chlorophytum holstii
Chlorophytum holstii är en sparrisväxtart som beskrevs av Adolf Engler. Chlorophytum holstii ingår i släktet ampelliljor, och familjen sparrisväxter. Inga underarter finns listade i Catalogue of Life.